# NGC 516
NGC 516 (другие обозначения — UGC 946, MCG 1-4-48, ZWG 411.46, PGC 5148) — небольшая линзовидная галактика в созвездии Рыбы. Открыта Генрихом Луи Д’Арре в 1862 году, описывается Дрейером как «очень тусклый, маленький, трудноразличимый объект, в 41 секунде к востоку расположен I 151», причём «I 151» имеет современное обозначение NGC 524.
Этот объект входит в состав групп галактик NGC 470 и NGC 524. В группе NGC 524 объект находится близко от центра группы, на расстоянии 70 килопарсек, и при этом скорости её и центральной NGC 524 близки.
Этот объект входит в число перечисленных в оригинальной редакции «Нового общего каталога».

## Состав и эволюция
Наблюдения показывают, что нет усиления спектральных линий Hβ в ядре, но в то же время, видны максимумы магния и железа. При этом железо не представлено пятном, а распределено в виде узкой поперечной полосы. Анализ показывает, что Hβ увеличено не из-за возраста, и это говорит о том, что у галактики был продолжительный всплеск звездообразования (по крайней мере, больший, чем у соседней NGC 509), и оно происходило не только в ядре галактики.